# Gardanne
Pour les articles homonymes, voir Gardanne (homonymie).
Gardanne est une commune française située dans le département des Bouches-du-Rhône, en région Provence-Alpes-Côte d'Azur. Elle fait partie du territoire du pays d'Aix au sein de la métropole d'Aix-Marseille-Provence.
Ses habitants sont appelés les Gardannais (en provençal : Gardanen, Gardanenco).

## Toponymie
Gart Ana : gart, mot d’origine germanique, hérité des Francs et de Charlemagne, signifiant « jardin », et ana, provenant du latin, signifiant « marais » ou « eau ». Les mots « jardin » et « eau » signifiant « terre fertile ». Ce sont les lettres G et A que l'on retrouve dans les armoiries données à la ville par le roi René (Armorial général de 1697). En microtoponymie, le devens signifie anciens communaux.
En provençal, la langue régionale, son nom est Gardana selon la norme classique et Gardano selon la norme mistralienne (phonétique).

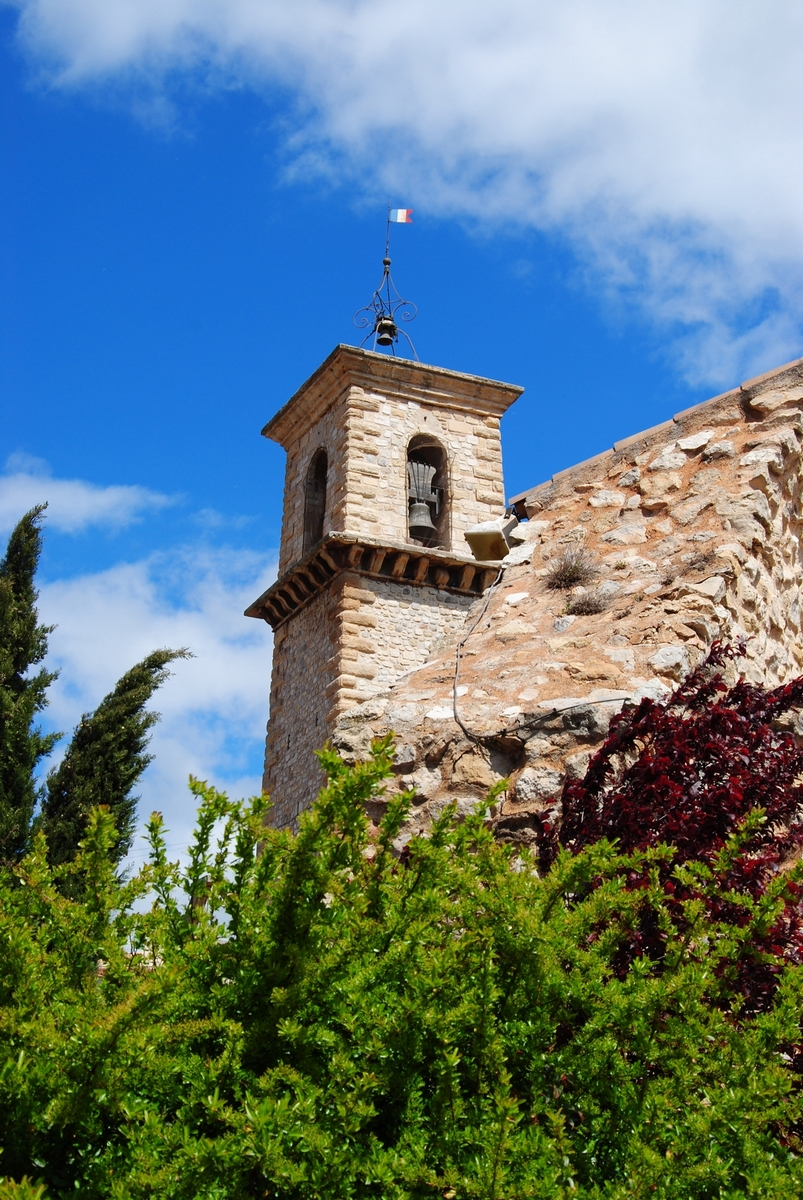
Clocher de Gardanne, Place Paul-Cézanne.

## Géographie

### Situation
À 15 km au sud d'Aix-en-Provence et 25 km au nord de Marseille, Gardanne est le cœur géographique, administratif et historique du bassin minier de Provence. Son territoire se compose de petits plateaux étagés, séparés par un affluent gauche de l'Arc, le Saint-Pierre.

### Communes limitrophes
| Aix-en-Provence   | Meyreuil | Meyreuil |
| Bouc-Bel-Air      | Gardanne | Fuveau   |
| Simiane-Collongue | Mimet    | Gréasque |

### Voies de communication et transports
La ville est située au cœur du nœud autoroutier du Sud-Est de la France. Les autoroutes sont accessibles en quelques minutes par les départementales D 7 et D 6 :
- A51 (Marseille - Aix - Gap) ;
- A8 (Nice-Aix) ;
- A7 (Marseille - Avignon - Lyon) ;
- A52-A50 (Aix - Aubagne - Toulon) ;
- A55 (Marseille - Montpellier).

Marseille est à 20 min, Aix à moins d'un quart d’heure, l'aéroport de Marseille Provence à 25 min et la gare TGV d'Aix-en-Provence à 20 min. Gardanne est aussi reliée par la SNCF à la gare de Marseille Saint-Charles, ainsi qu'à celle d'Aix-en-Provence.
En 1989, le premier réseau « Gardanne Bus » créé par la société Autocars Blanc, est un réseau de 2 lignes, remplacé par le réseau Interbus, encore exploité par Autocars Blanc, réseau urbain et interurbain desservant Gardanne, Biver, Gréasque, Mimet et Fuveau en 1994 avec une 4 lignes. Le réseau Interbus bénéficia d'autobus Heuliez GX 117 neufs en 1999, les premiers des Bouches-du-Rhône puisqu'il s'agissait des chassis n°9, 10 et 11. Le réseau Interbus passa de 4 à 8 lignes en 1999. En 2011, le réseau Interbus, alors composé de 16 lignes, dont 6 lignes internes à Fuveau, fut remplacé par le réseau Omnibus, un réseau de 4 lignes dont la ligne 3 étant du TAD, le réseau étant exploité par Suma fut exploité par la société Transdev CAP Provence en août 2015 puis le réseau fut remplacé par le Réseau Urbain de Gardanne, avec des bus en livrée Pays d'Aix Gardanne en bus. Voici les lignes actuelles du réseau :
- 182 : Gare SNCF - Collevieille Chauvet
- 183 : Gare SNCF - Avenue du 8-Mai-1945
- 184 : École St. Joseph - Z.I. Avon.

Lignes interurbaines passant par Gardanne :
- 64 : Marseille gare St Charles - Trets
- 161 : Trets - Pole d'activité Aix-en-Provence
- 170 : Gréasque - Fuveau - Aix P+R Krypton
- 172 : Gardanne - Gréasque - Fuveau
- 180 : Meyreuil - Gardanne - Aix P+R Krypton
- 191 : Lycée Fourcade Gardanne - Pole d'activité Aix-en-Provence
- 290 : Mimet - Gardanne - Aix P+R Krypton
- 4002 (Varlib).

### Climat
Pour des articles plus généraux, voir Climat de Provence-Alpes-Côte d'Azur et Climat des Bouches-du-Rhône.
En 2010, le climat de la commune est de type climat méditerranéen franc, selon une étude du Centre national de la recherche scientifique s'appuyant sur une série de données couvrant la période 1971-2000. En 2020, Météo-France publie une typologie des climats de la France métropolitaine dans laquelle la commune est exposée à un climat méditerranéen et est dans la région climatique  Provence, Languedoc-Roussillon, caractérisée par une pluviométrie faible en été, un très bon ensoleillement (2 600 h/an), un été chaud (21,5 °C), un air très sec en été, sec en toutes saisons, des vents forts (fréquence de 40 à 50 % de vents > 5 m/s) et peu de brouillards.
Pour la période 1971-2000, la température annuelle moyenne est de 13,8 °C, avec une amplitude thermique annuelle de 16,5 °C. Le cumul annuel moyen de précipitations est de 613 mm, avec 6,2 jours de précipitations en janvier et 1,8 jours en juillet. Pour la période 1991-2020, la température moyenne annuelle observée sur la station météorologique de Météo-France la plus proche, « Mimet », sur la commune de Mimet à 5 km à vol d'oiseau, est de 13,3 °C et le cumul annuel moyen de précipitations est de 725,2 mm. 
La température maximale relevée sur cette station est de 39,1 °C, atteinte le 28 juin 2019 ; la température minimale est de −13,4 °C, atteinte le 7 février 2012,,.
| Mois                                  | jan.          | fév.            | mars          | avril         | mai           | juin          | jui.          | août          | sep.          | oct.          | nov.            | déc.          | année      |
| ------------------------------------- | ------------- | --------------- | ------------- | ------------- | ------------- | ------------- | ------------- | ------------- | ------------- | ------------- | --------------- | ------------- | ---------- |
| Température minimale moyenne (°C)     | 1,6           | 1,3             | 3,8           | 6,3           | 9,8           | 13,3          | 15,7          | 15,8          | 12,5          | 9,7           | 5,3             | 2,5           | 8,1        |
| Température moyenne (°C)              | 5,7           | 6               | 9             | 11,6          | 15,6          | 19,5          | 22,3          | 22,2          | 18,1          | 14,2          | 9,3             | 6,4           | 13,3       |
| Température maximale moyenne (°C)     | 9,7           | 10,7            | 14,1          | 17            | 21,3          | 25,8          | 28,8          | 28,7          | 23,7          | 18,7          | 13,3            | 10,2          | 18,5       |
| Record de froid (°C) date du record   | −9,7 28.01.05 | −13,4 07.02.12  | −7,6 13.03.06 | −2,7 03.04.22 | −1,5 02.05.12 | 2,9 01.06.06  | 6,8 17.07.00  | 7,2 31.08.10  | 2,6 26.09.02  | −2 25.10.03   | −7,1 23.11.1999 | −9,5 30.12.05 | −13,4 2012 |
| Record de chaleur (°C) date du record | 19,7 28.01.08 | 20,3 18.02.1998 | 23,8 24.03.01 | 26,9 27.04.12 | 32,8 23.05.09 | 39,1 28.06.19 | 37,3 31.07.17 | 37,8 23.08.23 | 33,5 04.09.23 | 28,9 08.10.23 | 21,7 01.11.22   | 20,3 30.12.21 | 39,1 2019  |
| Précipitations (mm)                   | 66,4          | 41,4            | 40,7          | 68,9          | 54,3          | 38            | 16,4          | 36,7          | 96,9          | 97,2          | 100,3           | 68            | 725,2      |

| Diagramme climatique                                  |             |             |           |             |            |              |              |              |             |              |           |
| J                                                     | F           | M           | A         | M           | J          | J            | A            | S            | O           | N            | D         |
| 9,71,666,4                                            | 10,71,341,4 | 14,13,840,7 | 176,368,9 | 21,39,854,3 | 25,813,338 | 28,815,716,4 | 28,715,836,7 | 23,712,596,9 | 18,79,797,2 | 13,35,3100,3 | 10,22,568 |
| Moyennes : • Temp. maxi et mini °C • Précipitation mm |             |             |           |             |            |              |              |              |             |              |           |

Les paramètres climatiques de la commune ont été estimés pour le milieu du siècle (2041-2070) selon différents scénarios d'émission de gaz à effet de serre à partir des nouvelles projections climatiques de référence DRIAS-2020. Ils sont consultables sur un site dédié publié par Météo-France en novembre 2022.

## Urbanisme

### Typologie
Au 1er janvier 2024, Gardanne est catégorisée centre urbain intermédiaire, selon la nouvelle grille communale de densité à 7 niveaux définie par l'Insee en 2022.
Elle appartient à l'unité urbaine de Marseille-Aix-en-Provence, une agglomération inter-départementale dont elle est une commune de la banlieue,. Par ailleurs la commune fait partie de l'aire d'attraction de Marseille - Aix-en-Provence, dont elle est une commune de la couronne,. Cette aire, qui regroupe 115 communes, est catégorisée dans les aires de 700 000 habitants ou plus (hors Paris),.

### Occupation des sols
L'occupation des sols de la commune, telle qu'elle ressort de la base de données européenne d’occupation biophysique des sols Corine Land Cover (CLC), est marquée par l'importance des forêts et milieux semi-naturels (44,3 % en 2018), en diminution par rapport à 1990 (45,3 %). La répartition détaillée en 2018 est la suivante : forêts (34,7 %), zones agricoles hétérogènes (23,3 %), zones urbanisées (19,9 %), zones industrielles ou commerciales et réseaux de communication (10,2 %), milieux à végétation arbustive et/ou herbacée (8,2 %), mines, décharges et chantiers (2,2 %), espaces ouverts, sans ou avec peu de végétation (1,4 %). L'évolution de l’occupation des sols de la commune et de ses infrastructures peut être observée sur les différentes représentations cartographiques du territoire : la carte de Cassini (XVIIIe siècle), la carte d'état-major (1820-1866) et les cartes ou photos aériennes de l'IGN pour la période actuelle (1950 à aujourd'hui).

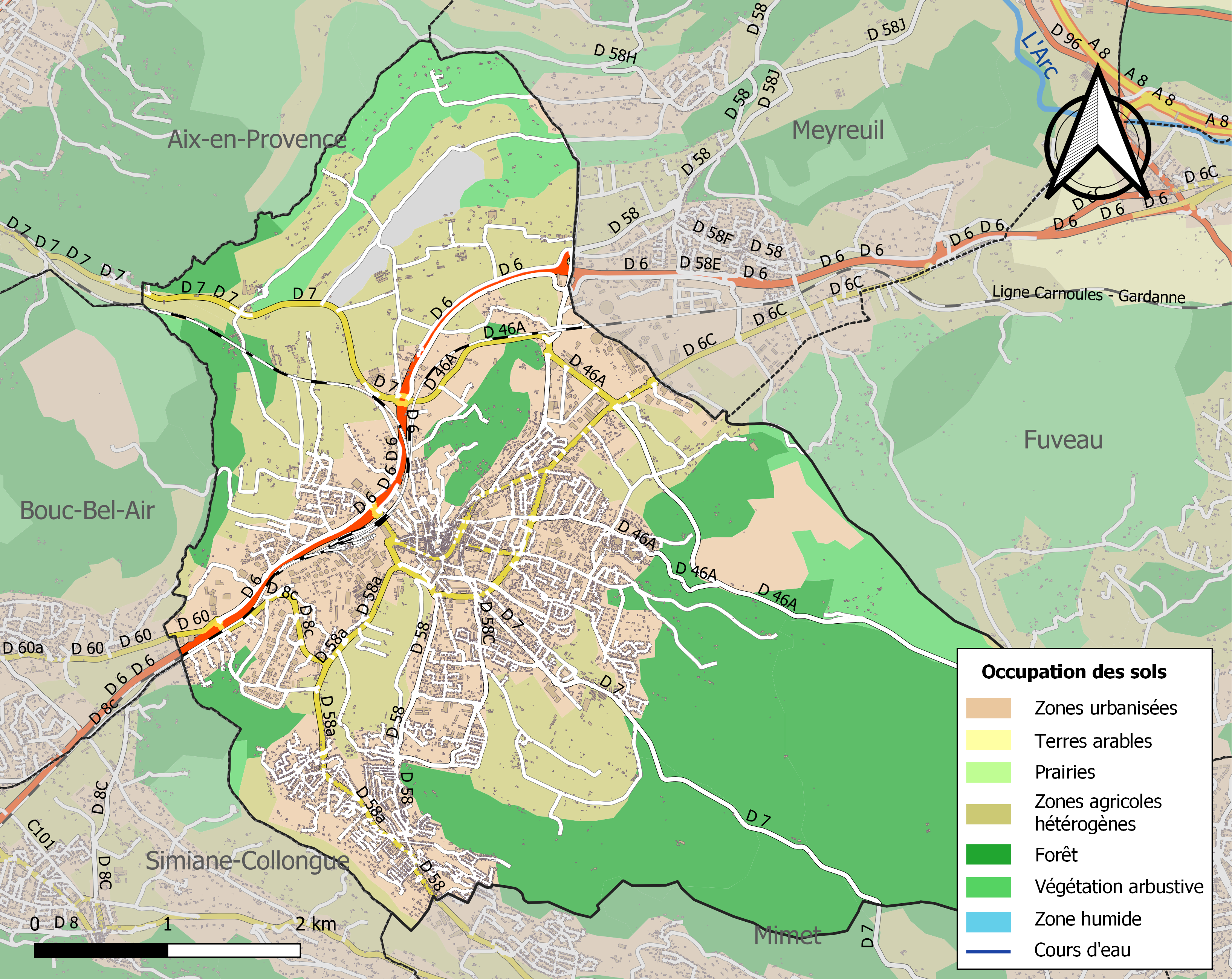
Carte des infrastructures et de l'occupation des sols de la commune en 2018 (CLC).

## Histoire

### Faits historiques
Un site néolithique, où des vestiges datant de 4000 av. J.-C. ont été mis au jour en 2003, permet de penser que l'occupation du territoire de l'actuelle commune de Gardanne est très ancienne.

### Moyen Âge
Mais il semble que la naissance de la ville date du Moyen Âge, avec la construction d'un castrum sur le versant sud de la colline du Cativel. Dans le cartulaire de l’abbaye Saint-Victor de Marseille, il est fait mention dès le XIe siècle de ce castrum, de l'église paroissiale Notre-Dame qui y fut transférée, et des terres appartenant à l’abbaye. Pendant tout le Moyen Âge le bourg enfermé dans ses remparts et la seigneurie de Gardanne appartiennent à différentes familles nobles. Dès le XIIIe siècle, les habitants revendiquent des franchises et libertés par l’intermédiaire de leurs magistrats communaux.
En 1359, André de La Fare, damoiseau originaire de la Celle (baillie de Brignoles) acheta plusieurs terres situées à Gardanne pour 100 florins d'or. Il fut coseigneur de Gardanne tandis que son père, le chevalier Boniface de La Fare, était coseigneur de La Roque d'Anthéron. Par la suite, André de La Fare fut condamné à mort et ses biens furent confisqués. Il eut au moins un fils, prénommé Jean, coseigneur de Gardanne en 1379, qui prit part pour Charles Duras.
Le roi René, roi de Sicile, comte d'Anjou et de Provence, devient propriétaire du domaine communal et l'administre de 1454 à sa mort en 1480. Le pavillon de chasse, qui existe toujours, communément appelé « Pavillon du Roi René » ou « Pavillon des Quatre Tours » n'a jamais été la propriété du roi René puisqu'il a été construit entre 1573 et 1583, soit 93 ans après la mort du souverain. Ce bâtiment a été restauré récemment par la région Provence-Alpes-Côte d'Azur.
Le château du roi René à Gardane (Graphie du XVe siècle) est aujourd'hui entièrement détruit. Il se situait non loin de l'hôtel de ville actuel. Le roi aimait s'y rendre pour s'adonner avec ses hôtes à ses passe-temps favoris : l'agriculture, la culture de la vigne, l'élevage et la chasse. Il y entretenait entre autres un troupeau comptant jusqu'à 1 300 brebis. Véritable ferme modèle, cette seigneurie a largement participé au développement de l'agriculture et de l'élevage en Provence.

### Période moderne
La ville passe ensuite sous contrôle de la famille de Forbin, dont l'un des membres (Claude de Forbin) deviendra corsaire de Louis XIV.
En 1676, les habitants obtiennent du roi le rachat de leur domaine pour le prix de 134 000 livres et se défont de la tutelle seigneuriale. C'est aussi à cette époque que commence l'exploitation (individuelle) du charbon de terre, qui affleure par endroits à la surface. Rapidement, le charbon est recherché pour compenser la pénurie de bois qui frappe la région.

### Période post «révolution industrielle»
Au XIXe siècle, l'exploitation du charbon se modernise et alimente les industries marseillaises (huileries, tuileries, savonneries) très gourmandes en énergie.

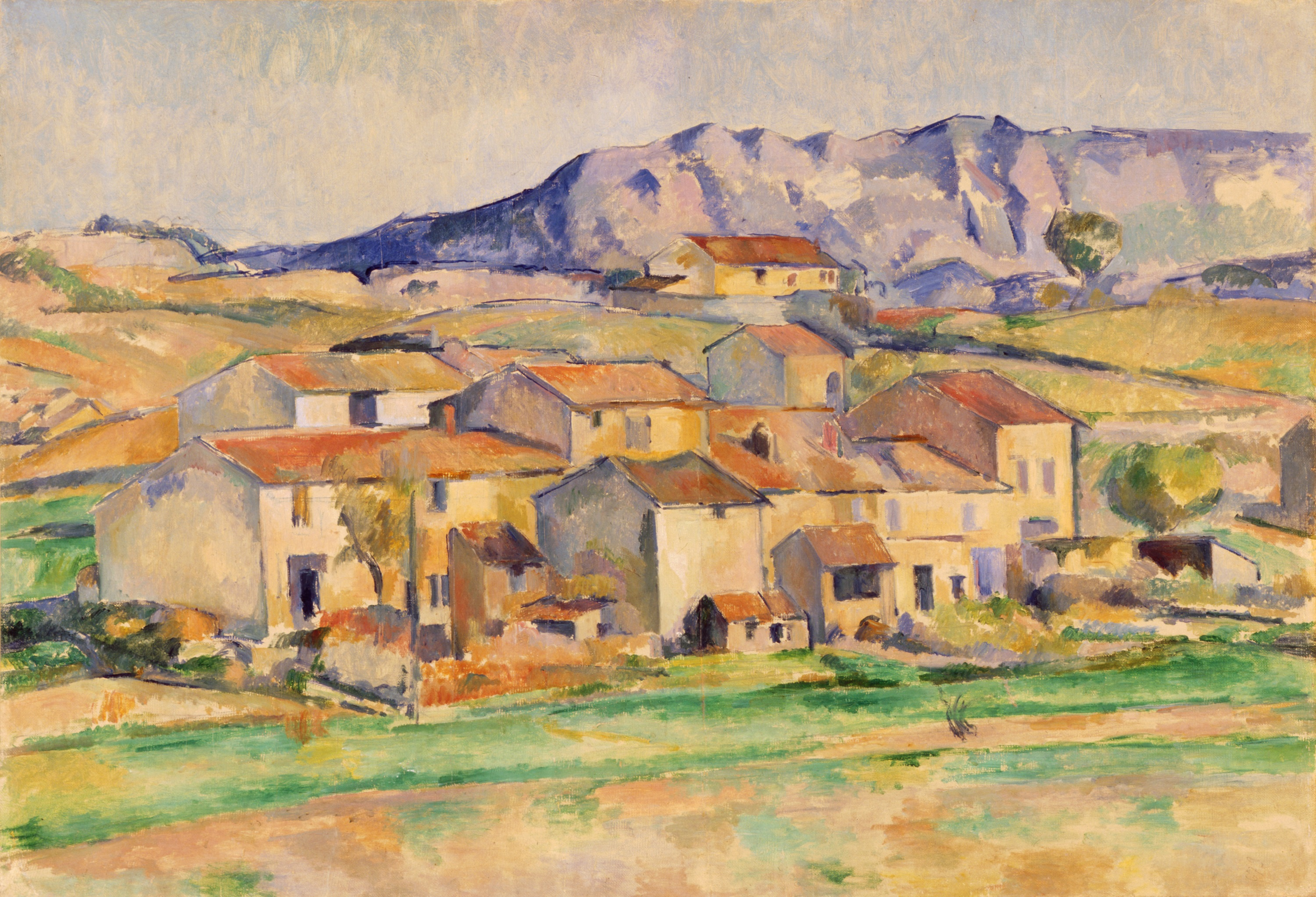
Hameau à Payannet près de Gardanne par Paul Cézanne, 1886-1890,, Maison-Blanche, Washington, DC.

Le village, essentiellement agricole, se métamorphose avec l'extension du centre-ville, la couverture du ruisseau Saint-Pierre qui le traverse et la construction d'une gare (voie ferrée Marseille - Aix-en-Provence). Le peintre Paul Cézanne y habite quinze mois entre 1885 et 1886 et y peint des tableaux considérés comme précurseurs du cubisme.

#### Usine d’alumine et extraction de charbon
L'installation de l'usine d'alumine Péchiney et le fonçage du puits de mine vertical à Biver, à la fin du XIXe siècle, marquent le virage industriel pris par la commune. La population augmente rapidement (1 600 habitants en 1809, 3 500 en 1900, 8 000 en 1946, 20 000 en 1999) et accueille une main-d'œuvre immigrée venue d'Italie, de Pologne, de Tchécoslovaquie, d'Arménie, d'Espagne et d'Afrique du Nord. Chassés de leur pays d'origine par la misère et la guerre, ces nouveaux arrivants s'intègrent en travaillant à la mine, à Péchiney ou en ouvrant des commerces. Les effectifs à la mine atteignent un maximum en 1949 (8 000 pour l'ensemble du bassin minier) puis décroissent jusqu'à l'arrêt de l'extraction en février 2003.
En 2003, Pechiney, dont faisait partie l’usine de Gardanne, est racheté par le groupe canadien Alcan.
En 2007, Alcan est racheté par le groupe anglo-australien Rio-Tinto.
En 2012, l’usine est finalement reprise par le groupe Alteo créé par le fonds d’investissement américain (en) HIG,.
Fin 2019, l’usine d’alumine Alteo de Gardanne est mise en redressement judiciaire,.

#### Centrale thermique

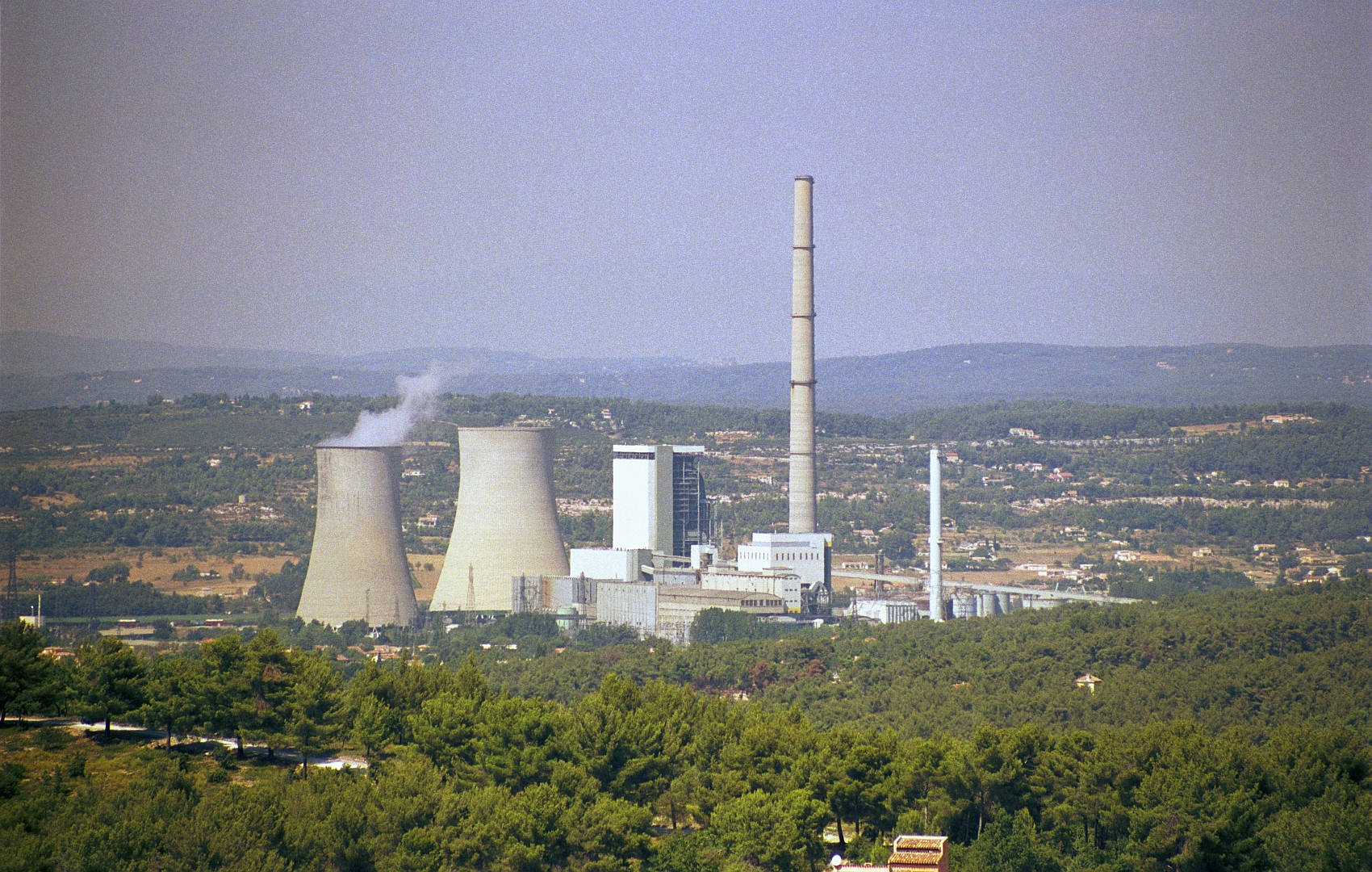
La centrale thermique vue depuis Mimet.

La production d'aluminium est très énergivore. L'après-guerre voit naître une importante centrale électrique thermique fonctionnant au charbon, d'une puissance initiale de 165 MWe constituée de 3 tranches (de 55 MWe chacune) ; elle sera agrandie en 1967 par l'adjonction d'une tranche 4 de 230 MWe fonctionnant toujours au charbon, puis en 1981 par l'adjonction d'une tranche 5 de 600 MWe après la fermeture des 3 premières tranches, devenues trop vétustes.
En 1995, la tranche 4 rénovée, abrite la chaudière LFC (lit fluidisé circulant) la plus puissante au monde (230 MWe). Elle est de nouveau rénovée de 2012 à 2016 pour fonctionner à la biomasse mais avec une puissance réduite à 150 MWe.
En 2005, la tranche 5 est équipée d'unités de dénitrification et de désulfuration afin de limiter les rejets respectivement de NOx et de SOx.
Le projet de transformation de la centrale thermique en une des plus importantes unités européennes de production d'énergie alimentée par la biomasse est l’objet de controverses quant à son aspect démesuré, son efficacité énergétique et aux risques de déforestation et de déstructuration de la filière bois locale,.
La ville doit cartographier et gérer les séquelles industrielles et environnementales minières et passer à l'après-mine ; elle entame alors une nouvelle mutation dont le point de départ est l'installation du centre microélectronique de Provence (CMP) de l'École nationale supérieure des mines de Saint-Étienne.
Début 2021, seule la tranche fonctionnant à la biomasse d’une puissance de 150 MW est en service. La dernière tranche fonctionnant au charbon, a été définitivement arrêtée en décembre 2020, soit deux ans « plus tôt que ne le (lui) demandait le gouvernement ».

## Alumine et environnement

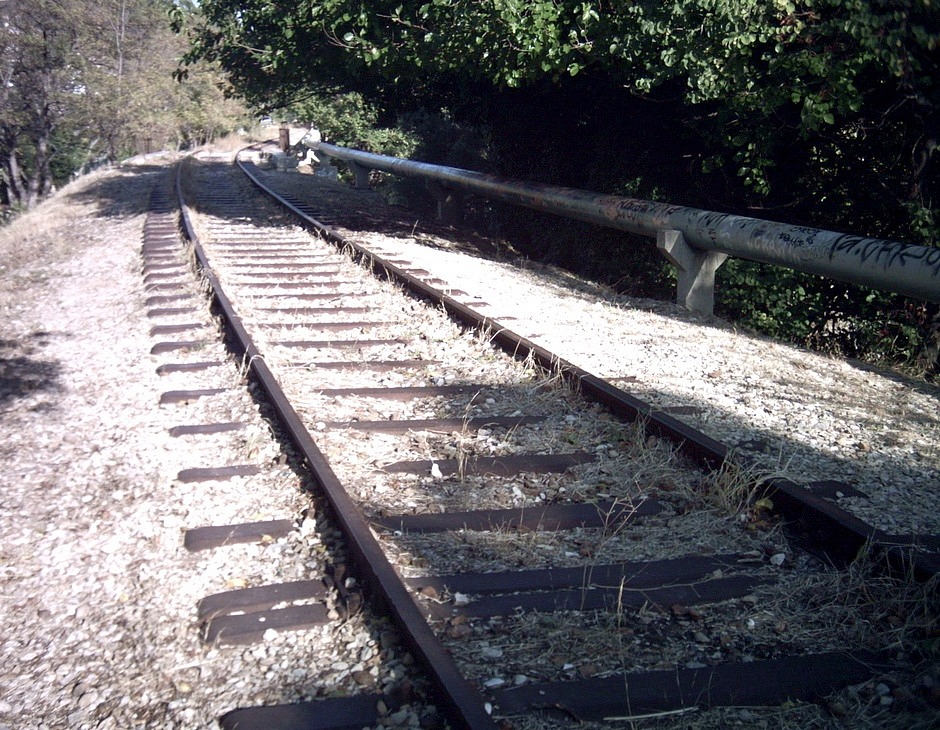
Conduite qui transportait les boues rouges de l'usine d'alumine de Gardanne à Cassis.

L'ancienne usine Pechiney de Gardanne, créée en 1893 appartient depuis 2012 au fonds d'investissement H.I.G Capital. Renommée Alteo Gardanne, l'usine emploie 400 salariés et 250 sous-traitants. Elle est la seule en France à produire de l'alumine à partir de la bauxite importée de Guinée (450 000 tonnes d'alumine produites en 2010). L'alumine produite entre notamment dans la composition de céramiques industrielles réfractaires et de verres spéciaux.
Les bassins de rétention des déchets métallurgiques stockent une partie (20 % environ) des boues issues du processus de fabrication (procédé Bayer). De 1966 à 2007, les boues ont été stockées dans une fosse marine ainsi que dans deux vallons à proximité de l'usine. À la suite de la catastrophe d'Ajka survenue dans une usine similaire en Hongrie à 160 km de Budapest le 4 octobre 2010, la sécurité du stockage des boues a suscité l'inquiétude au regard du risque d'effondrement des digues, et de la pollution marine causée par les rejets dans la baie de Cassis.
Le site de Gardanne stocke actuellement ses déchets dans une décharge de 30 hectares dont les digues de contention sont inspectées deux fois par an. Les déchets sont préalablement séchés et traités pour les débarrasser d'environ 96 % de leur soude (selon l'industriel). Ce choix a comme conséquence le rejet depuis 1966 de 80 % des boues rouges produites (la phase la plus liquide) en mer, via un pipe-line majoritairement en surface puis sous-marin de 55 km de long qui débouche à 7 km et par 320 mètres de fond, au large de Cassis dans la Fosse de Cassidaigne, au cœur du parc national des Calanques. Depuis 50 ans, plus de 20 millions de tonnes de boues rouges auraient ainsi été déversées dans les fonds marins de la Fosse de Cassidaigne.
En outre, en zone et saison sèches, les dépôts aluminiers sont la source d'envol de poussières qui peuvent aussi contenir divers métaux lourds en concentration supérieure à celle des sols naturels.
Depuis 2007, l'usine s'est dotée de trois filtres-presses pour retirer la plus grande partie des rejets solides du rejet, mais la phase liquide contient encore des métaux et substances indésirables pour les écosystèmes marins, « pour lesquels l'industriel n'a pas encore trouvé de solution technico-économique acceptable ». Les 250 000 tonnes de boues rejetées en mer en 2010 devraient être réduites à 190 000 tonnes en 2011. Mais l'usine doit trouver une autre solution, le rejet de boue en mer devenant interdit par la loi en 2016.
L'industriel a finalement fait une demande de prolongation pour 30 ans de son autorisation de rejet en mer d'effluents liquides arrivant à échéance à la fin de 2015. En août 2014, l'autorité environnementale a rendu son avis. En septembre 2014 le parc national des Calanques a rendu un avis favorable sous certaines conditions. La ministre de l’Écologie, Ségolène Royal, a annoncé qu'elle ne donnerait « pas de feu vert » sans « contrôles complémentaires ».
Le projet d'arrêté préfectoral autorisant une dérogation a été soumis le 22 décembre 2015 au conseil supérieur de la prévention des risques technologiques (CSPRT) qui a rendu un avis favorable. Ségolène Royal déclare le 29 décembre 2015 : « Je n’ai pas du tout changé d’avis, je pense que c’est une mauvaise décision qui est essentiellement suscitée par le chantage à l’emploi ».
En janvier 2024, l'usine Alteo Gardanne est mise en examen pour des rejets toxiques en Méditerranée. Les dérogations prises en 2015, 2016, 2018 et 2020, autorisant l'entreprise à ne pas suivre les seuils de toxicité, avaient pour objectif de sauvegarder les emplois tout en incitant Alteo Gardanne à rectifier le tir en matière de pollution. Or, après plusieurs années, on constate toujours des taux de concentration trop élevés sur un ou plusieurs des paramètres visés par les arrêtés, parmi lesquels des métaux lourds comme le mercure, le zinc, le lithium, le cuivre ou encore l'arsenic.

## Politique et administration

### Intercommunalité
Gardanne faisait partie de la communauté d'agglomération du pays d'Aix de 2014 à 2015 . Depuis le 1er janvier 2016, elle forme, avec les 35 autres communes de cette ancienne intercommunalité, le territoire du pays d'Aix au sein de la métropole d'Aix-Marseille-Provence.

### Tendances politiques et résultats
Précision : à la suite du recours déposé par Jean-Brice Garella candidat aux élections municipales 2014 de Gardanne, le tribunal administratif de Marseille a annulé les élections municipales de Gardanne des 23 et 30 mars 2014 (décision du 9 octobre 2014). Roger Meï est cependant réélu le 19 juillet 2015 à la suite d'un scrutin partiel.

### Liste des maires
Liste de l'ensemble des maires qui se sont succédé à la mairie de Gardanne :
L'ancien maire menait une politique active pour l'intégration des Roms depuis 2012, à contre-courant de la politique de l'État.

## Population et société

### Démographie
L'évolution du nombre d'habitants est connue à travers les recensements de la population effectués dans la commune depuis 1793. Pour les communes de plus de 10 000 habitants les recensements ont lieu chaque année à la suite d'une enquête par sondage auprès d'un échantillon d'adresses représentant 8 % de leurs logements, contrairement aux autres communes qui ont un recensement réel tous les cinq ans,.

En 2022, la commune comptait 21 534 habitants, en évolution de +5,52 % par rapport à 2016 (Bouches-du-Rhône : +2,48 %, France hors Mayotte : +2,11 %).
| 1793  | 1800  | 1806  | 1821  | 1831  | 1836  | 1841  | 1846  | 1851  |
| ----- | ----- | ----- | ----- | ----- | ----- | ----- | ----- | ----- |
| 2 253 | 2 353 | 2 428 | 2 823 | 3 234 | 2 795 | 2 609 | 2 869 | 2 837 |

| 1856  | 1861  | 1866  | 1872  | 1876  | 1881  | 1886  | 1891  | 1896  |
| ----- | ----- | ----- | ----- | ----- | ----- | ----- | ----- | ----- |
| 2 710 | 2 739 | 2 570 | 2 566 | 3 062 | 2 781 | 2 657 | 2 797 | 3 062 |

| 1901  | 1906  | 1911  | 1921  | 1926  | 1931  | 1936  | 1946  | 1954  |
| ----- | ----- | ----- | ----- | ----- | ----- | ----- | ----- | ----- |
| 3 593 | 4 062 | 4 242 | 5 301 | 6 460 | 7 128 | 7 334 | 7 979 | 8 973 |

| 1962   | 1968   | 1975   | 1982   | 1990   | 1999   | 2006   | 2011   | 2016   |
| ------ | ------ | ------ | ------ | ------ | ------ | ------ | ------ | ------ |
| 11 261 | 12 601 | 14 120 | 15 122 | 17 864 | 19 323 | 21 062 | 20 473 | 20 407 |

| 2021   | 2022   | - | - | - | - | - | - | - |
| ------ | ------ | - | - | - | - | - | - | - |
| 21 174 | 21 534 | - | - | - | - | - | - | - |

### Enseignement
Gardanne est une ville de formation. Elle compte deux collèges (Le Pesquier qui compte 800 élèves et Gabriel-Péri qui accueille 500 élèves), trois lycées (un polyvalent, un agricole et un professionnel) et une école d'ingénieurs (centre microélectronique de Provence).
Voici les établissements scolaires de la ville de Gardanne :
Écoles maternelles
- École maternelle Saint-Joseph (privée)
- École maternelle des Aires
- École maternelle des Terrils-Bleus
- École maternelle Veline
- École maternelle Elsa-Triolet
- École maternelle de Fontvenelle-Lucie-Aubrac
- École maternelle Beausoleil

Écoles primaires
- École primaire Paul-Cézanne
- École primaire Frédéric-Mistral
- École primaire Albert-Bayet
- École primaire Jacques-Prévert
- École primaire Georges-Brassens
- École primaire Château-Pitty
- École primaire de Fontvenelle
- École primaire Saint-Joseph (privée)

Collèges
- Collège Le Pesquier (800 élèves)
- Collège Gabriel-Péri (500 élèves)

Lycées
- Lycée Marie-Madeleine-Fourcade (sections ES, L, S bio, S tec, STIe, STIet, STTg, STTac, BTS Électronique, BTS Électrotechnique)
- Lycée professionnel de l'Étoile (BEP Métiers du secrétariat, BEP Métiers de la comptabilité, bac pro comptabilité, bac pro secrétariat, BEP Métiers de la Mode, BEP Bio-services, BEP Sanitaire et social, FCIL agent de thermalisme, FCIL Nouvelles technologies)
- Lycée agricole de Valabre bac pro en 3 ans Service aux personnes et aux territoires (SAPAT), bac S (option biologie écologie), bac ST agronomie et environnement, BTSA APV, BTSA protection des cultures, BTSA Gestion et protection de la nature)

Enseignement supérieur
- Centre microélectronique de Provence Georges-Charpak, implanté à Gardanne depuis 2002. Il fait suite à la décision du gouvernement de Lionel Jospin de créer une école d’ingénieurs en microélectronique sur le bassin minier de Provence. Depuis la rentrée 2007, le CMP-GC intègre progressivement le site de Château-Laurin après avoir été hébergé au centre Saint-Pierre à Biver. Il dépend de l’École des Mines de Saint-Étienne, dans lequel le cycle ISMIN (Ingénieur spécialisé en microélectronique, Informatique et Nouvelles technologies) est dispensé aux élèves-ingénieurs. Il porte le nom du prix Nobel de physique Georges Charpak.

### Manifestations culturelles et festivités
Chaque année, se déroulent plusieurs festivals tels que : le Festival cinématographique d'automne de Gardanne, la fête de la musique, ou encore Art et Festin du Monde (présentant l'art et la cuisine de plusieurs pays). La municipalité organise également deux feux d'artifice annuels le 14 juillet et 16 août, la fête de la Saint-Roch, plusieurs commémorations et concerts/spectacles culturels.
L'office de tourisme organise depuis plus de 20 ans le traditionnel grand marché de Noël. Celui-ci se tient le dernier weekend du mois de novembre à la halle de Gardanne. Il regroupe chaque année plus de 150 exposants (artisans créateurs, santonniers ou encore producteurs du terroir...).
En 2016 a été créé pour la première fois « Les Indus'3days » : trois jours de découverte d'entreprises et d'industries de Gardanne.

### Santé et social

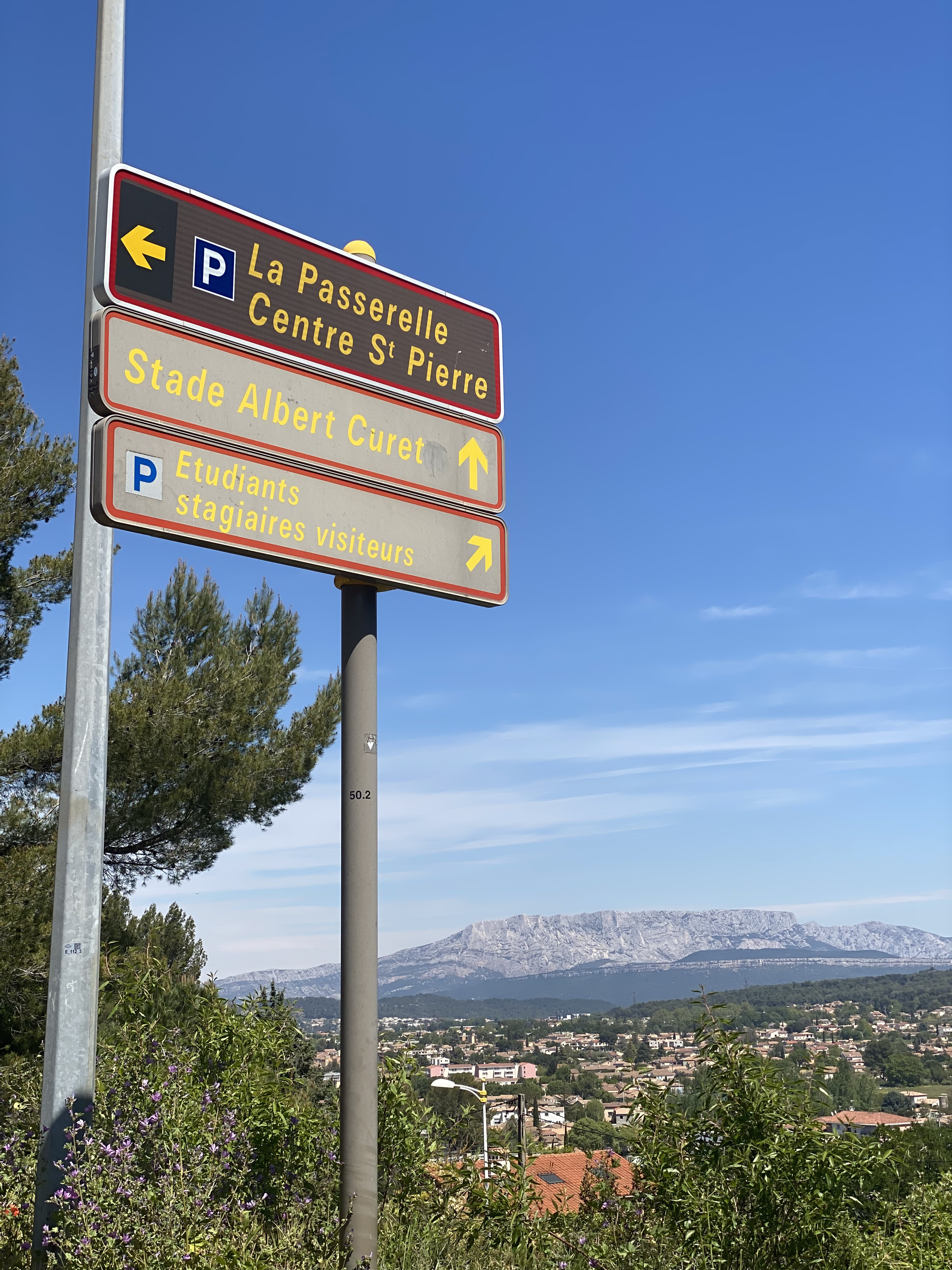
Panneau dans le quartier de Biver annonçant la direction pour le site La Passerelle et le stade Curet.

Depuis 1994, elle accueille le centre de soins palliatifs la Maison et plusieurs centres hospitaliers avec divers services.
La Passerelle, installée dans le quartier de Biver depuis 2014, abrite le service emploi-insertion de la ville et loue des salles et bureaux à des entreprises et organismes de formation, publics ou privés (tels que le Greta, le PLIE local, AAC Test Psycho ou Wimoov). Des forums sur l'emploi sont également tenus plusieurs fois dans l'année. Les bâtiments servaient anciennement au centre de formation des houillères de Provence (centre Saint-Pierre ou Perform) qui n'existe plus aujourd'hui,.

### Sports
La ville de Gardanne possède un club de loisir et sport multidisciplines nommé le CLES. Avec les Cerbères, la ville compte un club permettant la découverte ou la pratique du football américain. La ville possède aussi des parcours d'orientations, des parcours sportif, des appareils de fitness extérieur et une structure de workout.
Le sport occupe une grande place dans la commune, plus de 50 sports sont représentés par les clubs, le service des sports propose des animations et des entraînements pour tous les publics des enfants au seniors.

### Personnalités liées à la commune
- Claude de Forbin (1656-1733), officier de marine
- Paul Cézanne (1839-1906), peintre
- Toussaint Joseph Borely, (1788-1875) magistrat enterré à Gardanne (New Powrcelles)
- Félix Baret (1845-1922), maire de Marseille né à Gardanne
- Ernest Engel-Pak (1885-1965), peintre et lithographe belge décédé à Gardanne dans le quartier de Valabre
- Raymone (1896-1986), actrice française née à Gardanne
- Edmonde Charles-Roux (1920-2016), femme de lettres française, a passé les dernières années de sa vie à Gardanne
- Daniel Xuereb (né en 1959), international et champion olympique de football
- Bernard Pardo (né en 1960), footballeur
- Mélissa M (née en 1985), chanteuse

### Héraldique
| Blason | Blasonnement : D'azur au grand A sommé d'une croix haussée et fleuronnée, accostée en fasce de deux roses et soutenue en pointe des deux lettres G et A, le tout d'or. Commentaires : Les lettres G et A signifient Gart Ana, selon l'étymologie du nom de la cité. Ces armoiries ont été données à la ville par le roi René. Ce sont elles que l'on retrouve dans l'Armorial général de 1697. |

Œuvres de Paul Cézanne représentant le village de Gardanne et ses environs vers 1885-1886
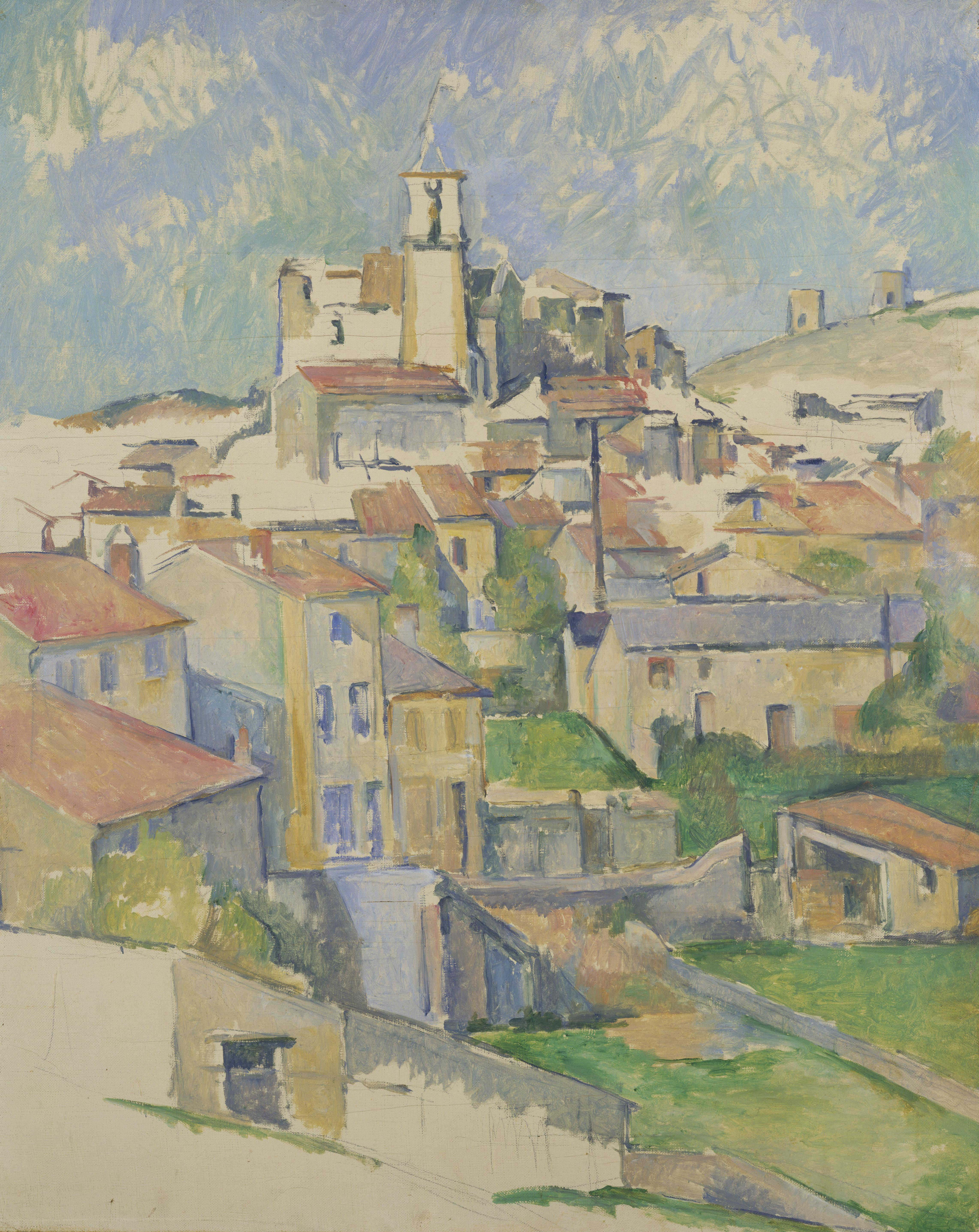
« Gardanne », 1885-1886, 80 x 64.1 cm, Metropolitan Museum of Art, New York.
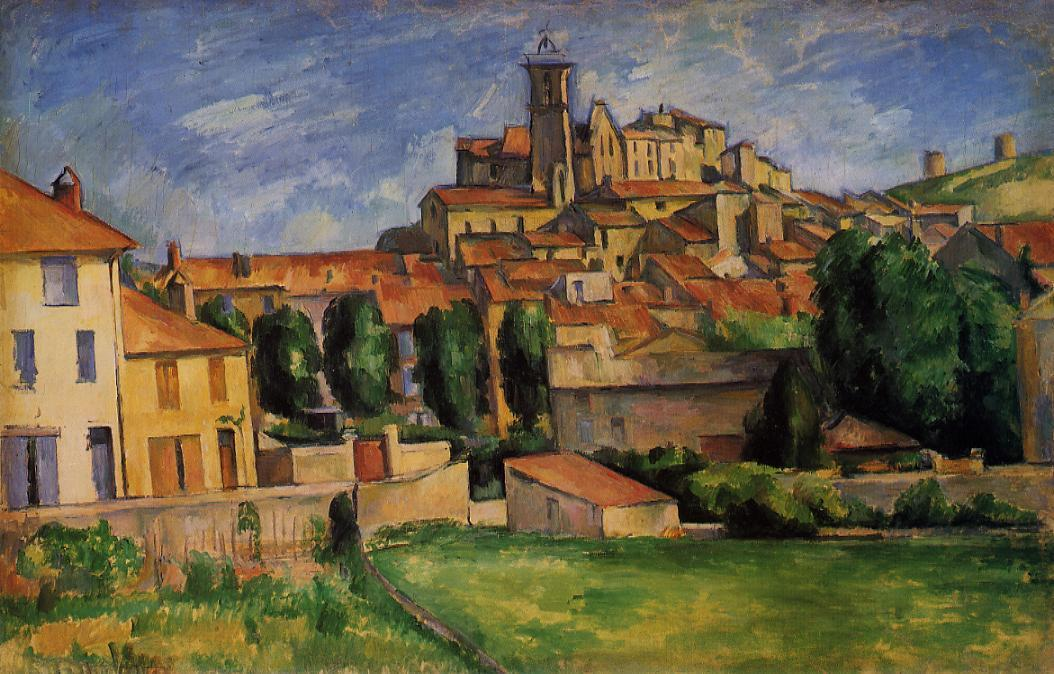
« Gardanne » (vue horizontale), 1885-1886, 64,8 x 100,3 cm, Fondation Barnes, Philadelphie.
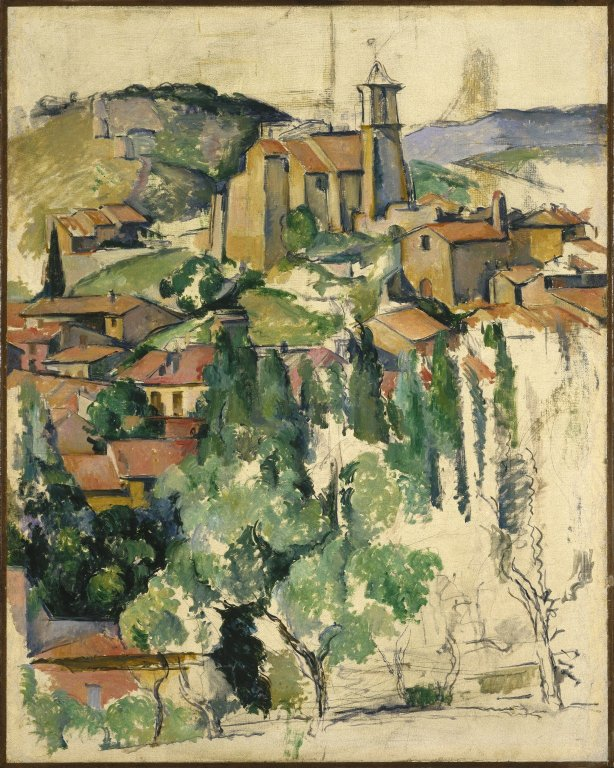
« Le Village de Gardanne », 1885-1886, 92 x 73 cm, Brooklyn Museum, New York.
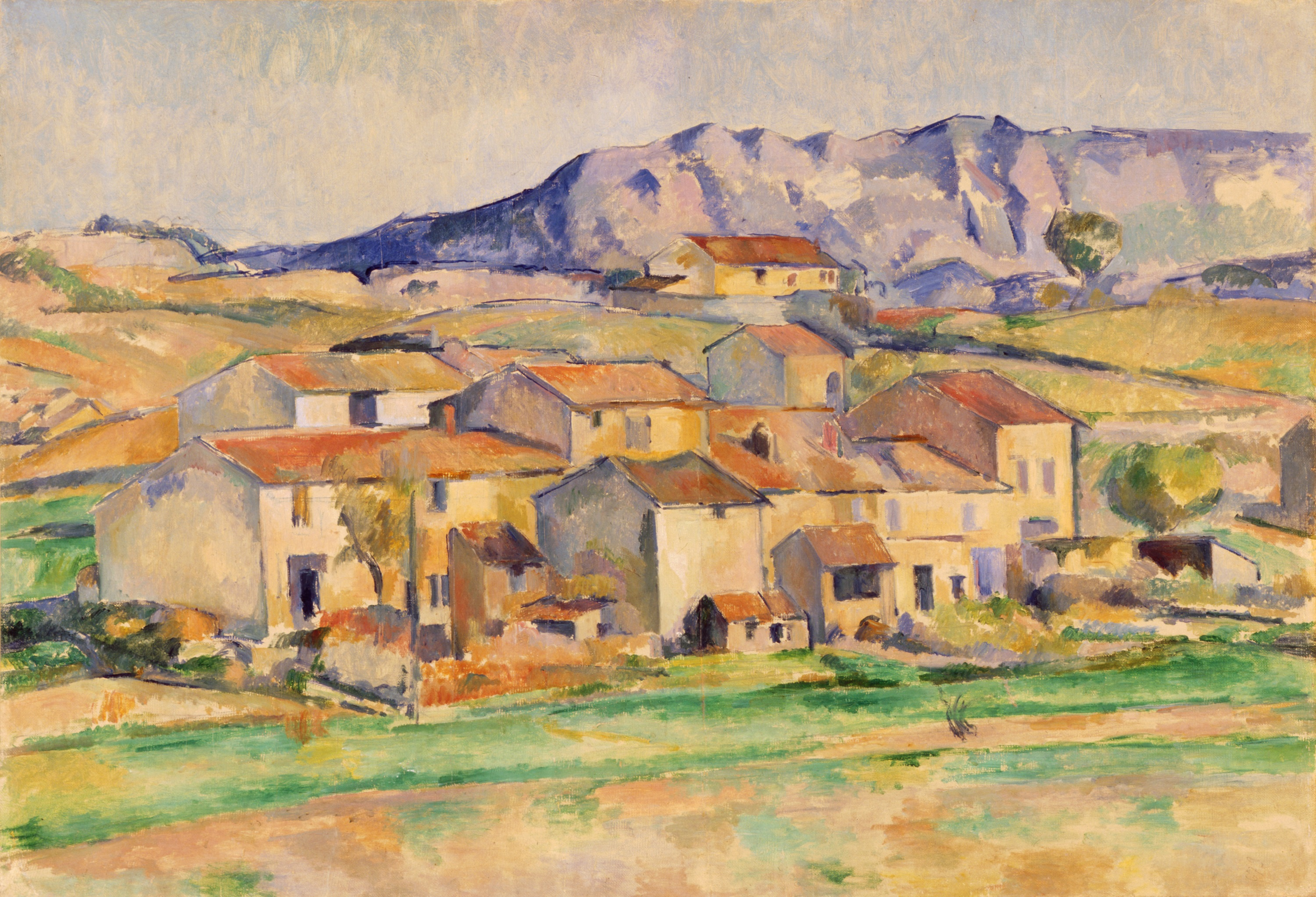
« Hameau à Payennet près de Gardanne », 1886-1890, 62,5 x 91 cm, Maison-Blanche, Washington, DC.
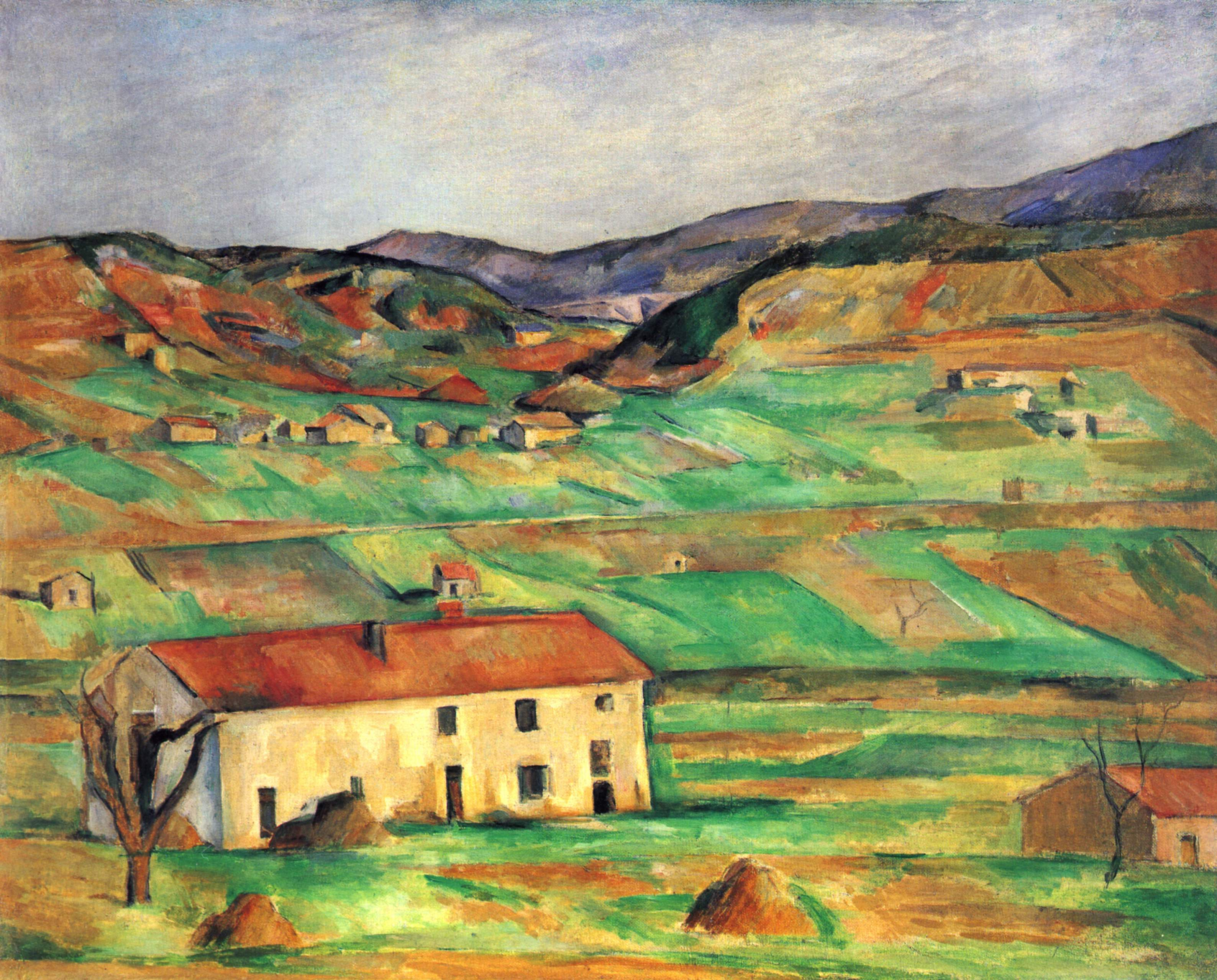
« Environs de Gardanne », 1886-1890, 60 × 73 cm, collection particulière.

## Économie
La ville de Gardanne dispose de cinq grandes zones d'activités : pôle d'activités Morandat, parc d'activités Bompertuis, zone d'activités Avon (à Biver, commune de Gardanne), zone d'activités La Palun et le parc d'activités Novactis. De nombreuses entreprises sont présentes dans ces zones d'activités dont : 
- l'entreprise Traction Levage qui appartient au groupe Axel Johnson International et qui est spécialisée dans le levage et la manutention[42] ;
- l'entreprise de mode féminine Indies (50 p., 14 M CA en 2022)[43] (anciennement groupe Garella, créé en 1993)[44].

## Culture et patrimoine

### Monuments et lieux touristiques

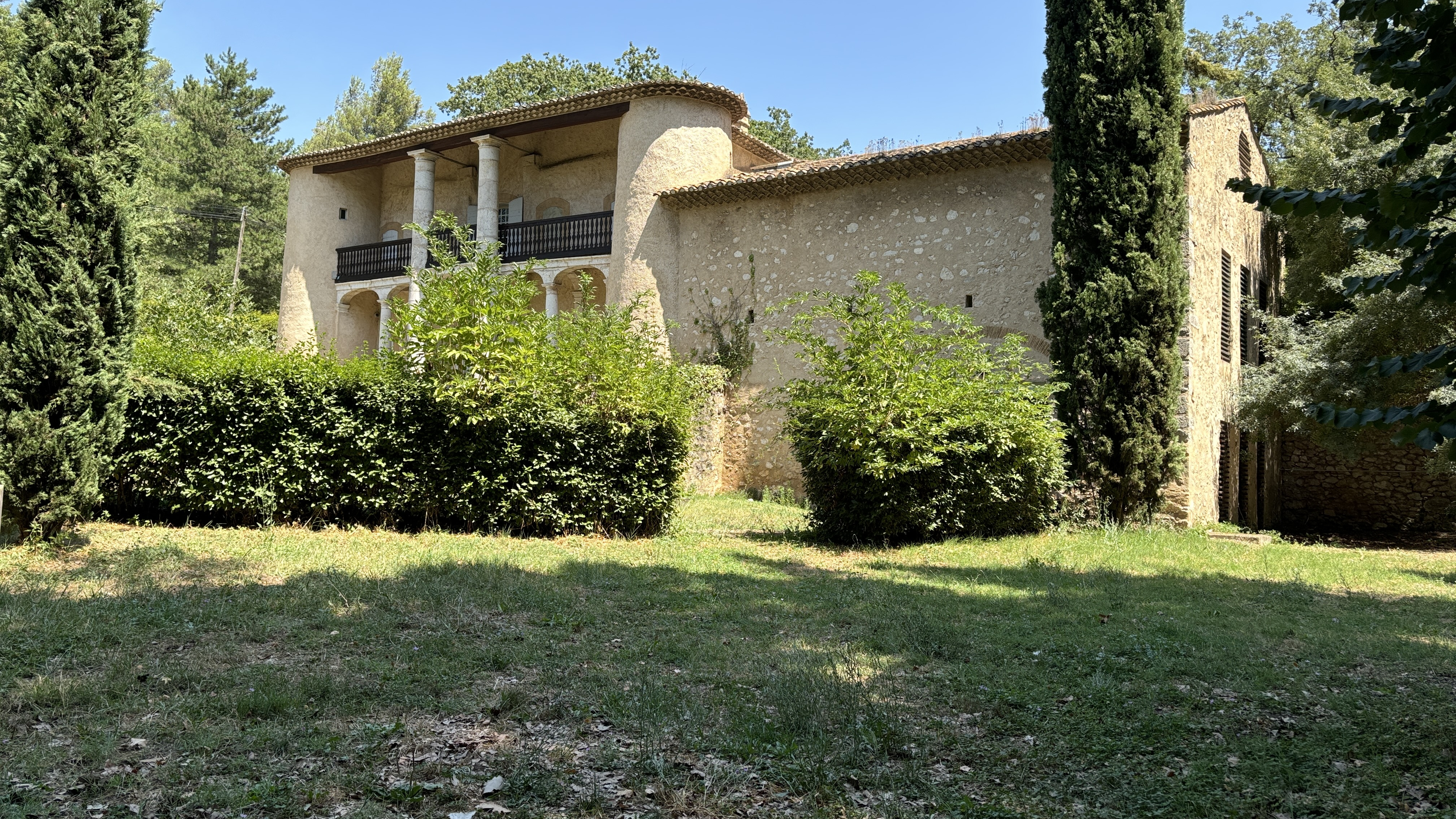
Pavillon de chasse du Roi René, aussi appelé pavillon des Quatre Tours.

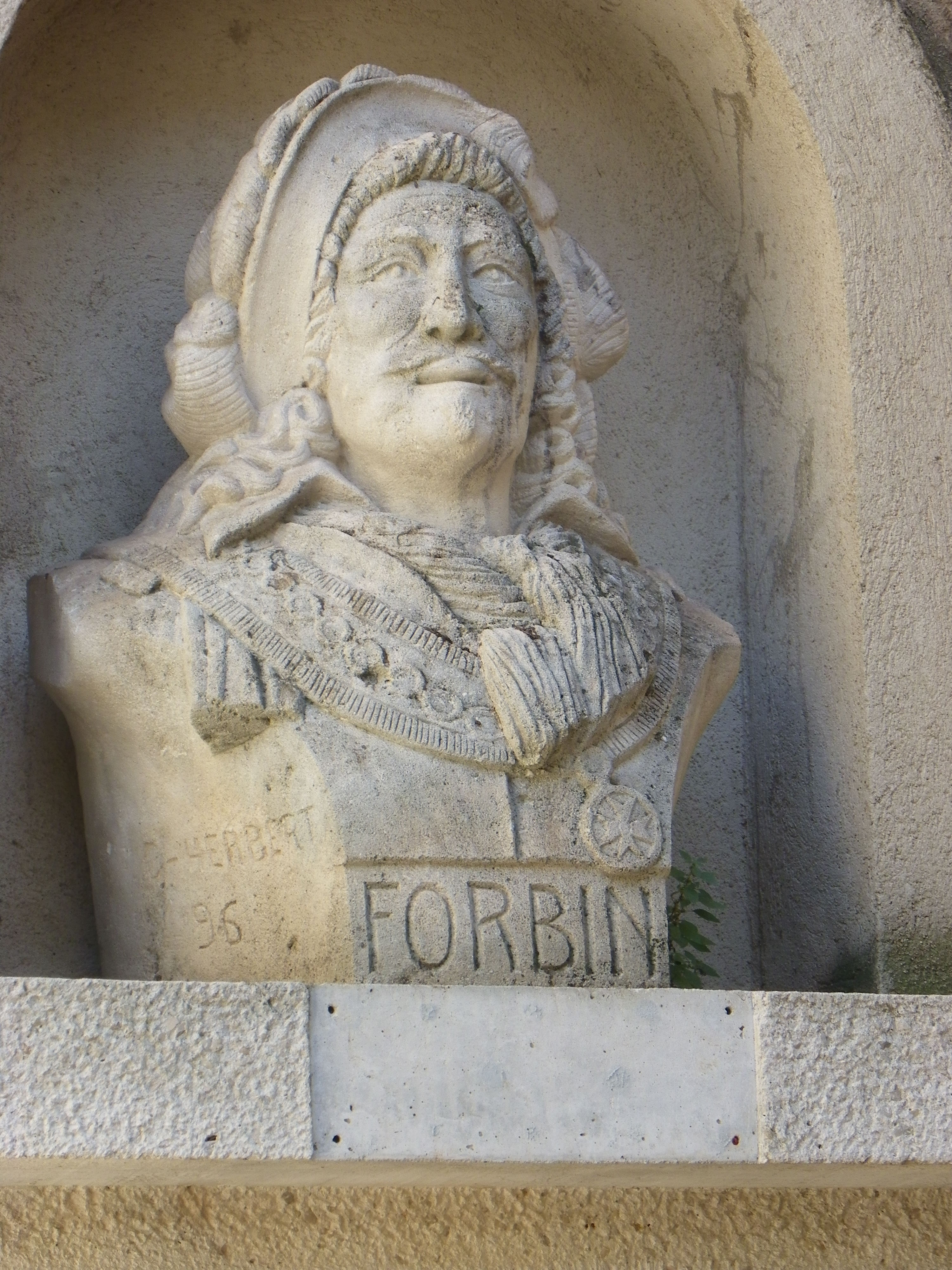
Buste de Claude de Forbin.

- Pavillon de chasse du Roi René,  Inscrit MH (1931)[45]
- Le Moulin du Cativel
- Église du Sacré-Cœur de Biver.
- Église Notre-Dame-de-l'Assomption de Gardanne.
- Église Saint-Pierre de Gardanne.
- Le clocher datant du XVIIIe siècle
- La chapelle des pénitents
- Le château de Valabre
- La Tuilerie Bossy
- Le musée Gardanne Autrefois
- La maison où a vécu Paul Cézanne de 1885 à 1886

### Patrimoine culturel

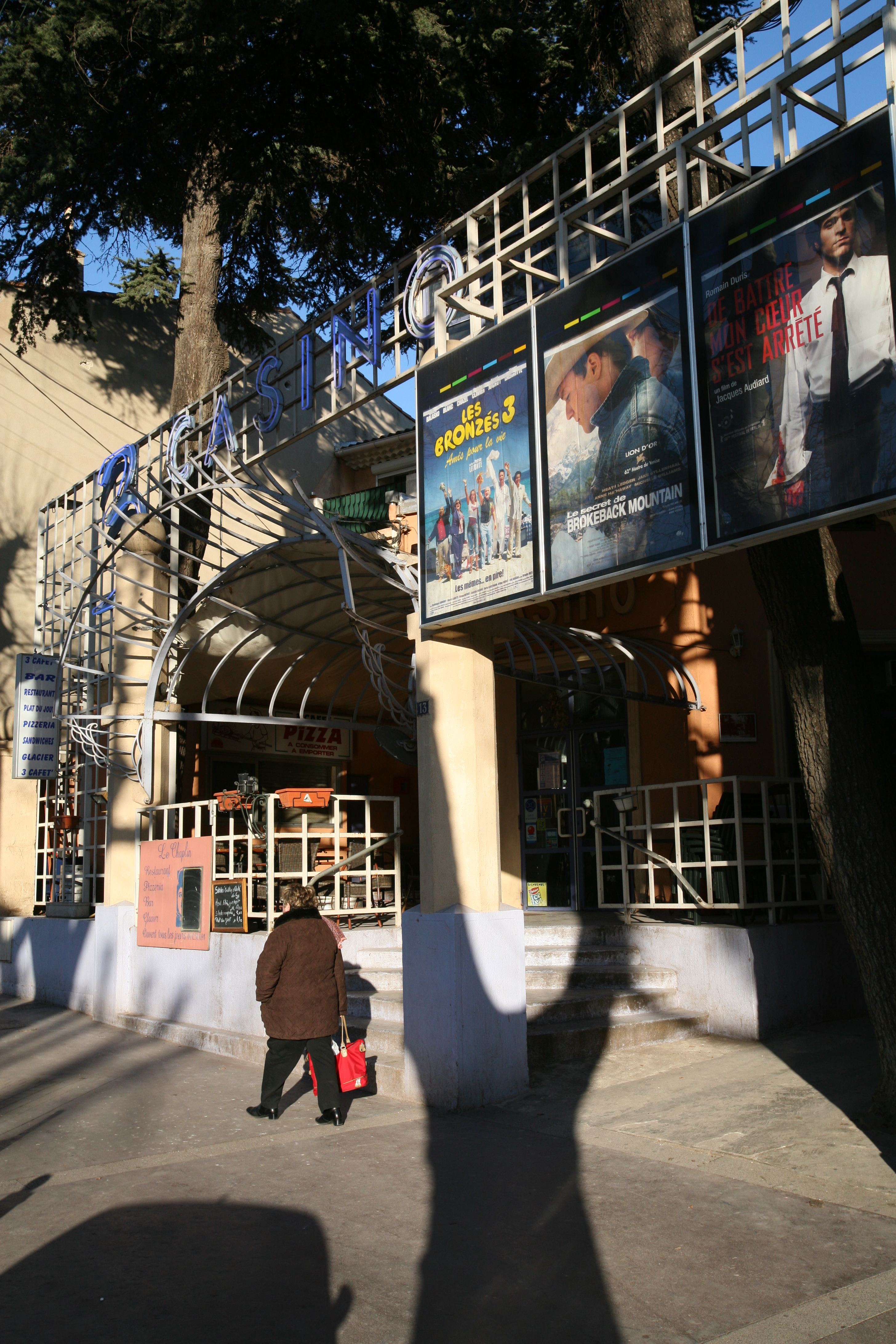
Le cinéma 3 Casinos en 2006.

La commune dispose d'une médiathèque et d'un cinéma : le cinéma 3 Casinos.
On y trouve également un pôle forêt important, avec un écomusée de la forêt méditerranéenne et le Centre interrégional de la Sécurité civile (CIRCOSC).
Un musée en plein air sur Paul Cézanne a été créé sur la commune. Il présente les différents tableaux représentants Gardanne, qu'a peint Cézanne.

### Patrimoine industriel
- Puits Z
- Puits Yvon Morandat
- Cité minière de Biver
- Station de dépollution des eaux usées
- Usine d'alumine Altéo
- Centrale thermique de Provence

### Films tournés à Gardanne
- 1974 : La moutarde me monte au nez (long métrage) de Claude Zidi ;
- 2001 : Tête de chou (court-métrage) de Stéphane Secq ;
- 2016 : Zone rouge, réalisé par Laetitia Moreau et Olivier Dubuquoy (en)[46] ;
- 2022 et 2023 : rouge charbon (court-métrage) réalisé par Gilles Maugenest.